# Fabrice Luchini
Fabrice Luchini, rodným jménem Robert Luchini (* 1. listopadu 1951 Paříž, Francie), je francouzský herec italského původu. Jeho rodiče byli italští prodavači zeleniny, kteří se přestěhovali do Francie.
Od mládí se zajímal o literaturu. Původně měl být kadeřníkem, ale nakonec vystudoval herectví. Měl rád soulovou hudbu, což jej přivedlo na diskotéky a do nočních klubů, zde se setkal s Philippem Labroem, který mu v roce 1969 svěřil i jeho první filmovou roli ve snímku Všechno se může stát. Následovala spolupráce s režisérem Éricem Rohmerem, který mu v roce 1970 svěřil nejprve malou roli ve snímku Klářino koleno a posléze i hlavní roli ve filmu Percival Galský v roce 1978. Studium herectví absolvoval u Jeana Laurenta Cocheta, který jej také přivedl k divadlu. Opravdu populárním a velmi známým se stal až v roce 1990 poté, co si zahrál ve filmu Diskrétnost. V roce 1994 získal své první francouzské filmové ocenění Césara (ze 7 nominací celkem), je i držitelem prestižní filmové ceny Jeana Gabina, kterou získal v roce 1991.